# اللعب الخارجي وتنمية مهارات الطفل

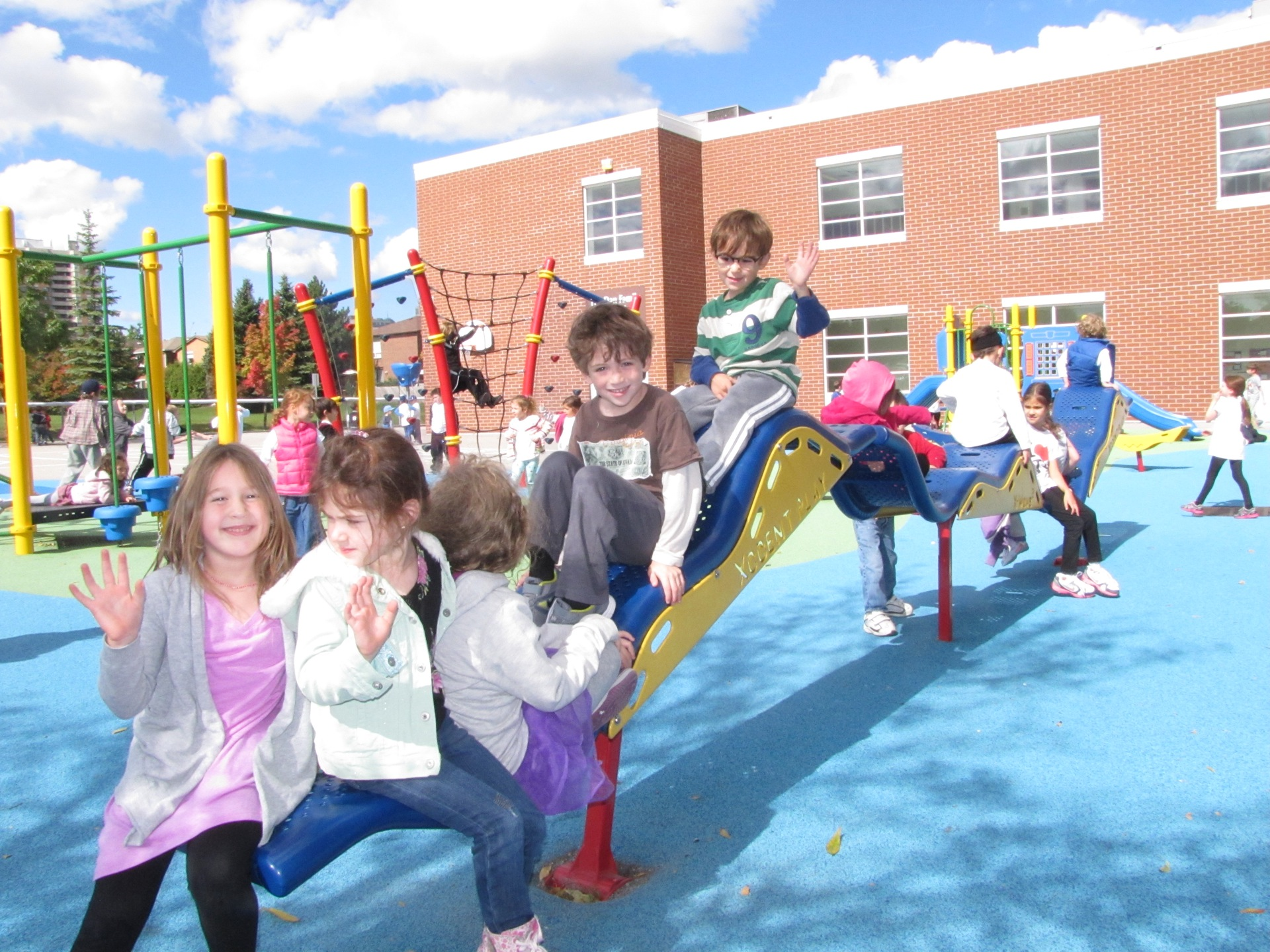
العب في الهواء الطلق كأداة لتنمية مهارات الأطفال

 هو عمل إنشاء وتوفير مساحات للعب الأطفال. 
نظرية وممارسة playwork تدرك أن الأطفال ينبغي من الناحية المثالية أن «يختارون اختيارا شكل اللعب حرا، ووجهة شخصيا بجوهرها ودوافعها».
إن مهمة عامل اللعب هي التأكد من أن أوسع نطاق ممكن من أنواع اللعب.
يمكن أن يشارك فيه الأطفال أو يدخلون إليه، وأن يراقب المسرحية التي تحدث ويفكر فيها ويحللها، ويختار نمطًا للتدخل أو يفعل تغيير مساحة اللعب إذا لزم الأمر.
لا ينبغي الخلط بين العمل في اللعب ورعاية الأطفال. المؤهل في اللعب يتعلق بالعمل مع الأطفال في سن المدرسة ويجب عدم الخلط بينه وبين المؤهلات الأكثر ملاءمة للعمل في السنوات الأولى أو عمل الشباب.

## التاريخ
تعود جذور المهنة إلى حركة ملعب المغامرات المبكرة التي بدأت بعد أن زارت السيدة ألين من هيرتوود موقعًا في كوبنهاغن أثناء الاحتلال الألماني للمدينة خلال الحرب العالمية الثانية. بدأ مصطلح «ملعب المغامرة» ومفهومه حقًا بعد أن أعادت المفهوم إلى لندن. لم تكن المواقع ملاعب نموذجية، بل كانت أماكن عامة فارغة تحتوي على عدد كبير من الموارد والمواد، والتي يُعتقد أنها «خردة» للأطفال لبناء بيئتهم الخاصة وخلقها وتشكيلها.
أصبح العمل المسرحي اليوم شائعًا في الثقافة السائدة من خلال الفيلم الوثائقي القصير، الأرض، حول ملعب المغامرات في ريكسهام، ويلز.تستضيف المنظمات غير الربحية مثل Pop-Up Adventure Play الدورات التدريبية وورش العمل وورش العمل المفتوحة في جميع أنحاء المملكة المتحدة والولايات المتحدة وكندا. يمكن دراسة اللعب على مستوى المدرسة العليا، وتحديداً في جامعة ليدز بيكيت في المملكة المتحدة تحت إشراف الدكتور فريزر براون.

### لعب رينجرزت
حارس اللعب هو موظف حكومي المحليين الذين في الحدائق العامة والمساحات الخارجة يقوم بتوفير المعدات وبعض الإرشادات لمساعدة الأطفال بالتمتع بالأماكن العامة بشكل أكثر. لقد تم وصفهم على أنهم مزيج من حارس المنتزه وعامل اللعب.يتشاركون بعض المهارات والأهداف مع طاقم روضة أطفال في الغابة، لكنهم يركزون على اللعب أكثر من العاملين في مدارس الغابات.
^ المهارات النشطة. "Playwork Principles"، "Playwork Principles Scrutiny Group 2005"، تمت الزيارة في 12 أكتوبر / تشرين الأول 2014
^ هيوز، بوب (2006). أنواع اللعب: التخمينات والإمكانيات.مركز لندن لتعليم وتدريب اللعب. رقم ISBN 0955432006.
^ ويلسون، بيني (2009). التمهيدي Playwork. كوليدج بارك، ماريلاند: التحالف من أجل الطفولة. ص.4-5.
^ بيركشاير، جيف (02 فبراير 2016). «صندانس السينمائي مراجعة:» الأرض " ". متنوعة. تم الاسترجاع2017/10/12 .
^ تاو هولمز، تاو (6 نوفمبر 2015). "Playworkers ، Ph.Ds ، and the Growing Adventure Playground Movement". atlasobscura.com . أطلس أوبسكورا.تم الاسترجاع 8 فبراير، 2017 .
^ جيل، تيم (2007). لا خوف: نشأ في مجتمع ينفر من المخاطر (PDF). مؤسسة كالوست جولبنكيان. ص. 81. رقم ISBN 978-1-903080-08-5. مؤرشفة من الأصلي (PDF) في 2009-03-06.